# P2RY14
No campo da biologia molecular, P2RY14 é uma proteína que pertence ao grupo dos receptores P2Y e que, em seres humanos, é codificada pelo gene P2RY14.

## Leitura de apoio
- Gerard C, Gerard NP (1994). «C5A anaphylatoxin and its seven transmembrane-segment receptor.». Annu. Rev. Immunol. 12: 775–808. PMID 8011297. doi:10.1146/annurev.iy.12.040194.004015
- Müller CE (2003). «P2-pyrimidinergic receptors and their ligands.». Curr. Pharm. Des. 8 (26): 2353–69. PMID 12369950. doi:10.2174/1381612023392937
- Abbracchio MP, Boeynaems JM, Barnard EA;  et al. (2003). «Characterization of the UDP-glucose receptor (re-named here the P2Y14 receptor) adds diversity to the P2Y receptor family.». Trends Pharmacol. Sci. 24 (2): 52–5. PMID 12559763. doi:10.1016/S0165-6147(02)00038-X
- von Kügelgen I (2006). «Pharmacological profiles of cloned mammalian P2Y-receptor subtypes.». Pharmacol. Ther. 110 (3): 415–32. PMID 16257449. doi:10.1016/j.pharmthera.2005.08.014
- Brunschweiger A, Müller CE (2006). «P2 receptors activated by uracil nucleotides--an update.». Curr. Med. Chem. 13 (3): 289–312. PMID 16475938. doi:10.2174/092986706775476052
- Nomura N, Miyajima N, Sazuka T;  et al. (1995). «Prediction of the coding sequences of unidentified human genes. I. The coding sequences of 40 new genes (KIAA0001-KIAA0040) deduced by analysis of randomly sampled cDNA clones from human immature myeloid cell line KG-1.». DNA Res. 1 (1): 27–35. PMID 7584026. doi:10.1093/dnares/1.1.27
- Nomura N, Miyajima N, Sazuka T;  et al. (1995). «Prediction of the coding sequences of unidentified human genes. I. The coding sequences of 40 new genes (KIAA0001-KIAA0040) deduced by analysis of randomly sampled cDNA clones from human immature myeloid cell line KG-1 (supplement).». DNA Res. 1 (1): 47–56. PMID 7584028. doi:10.1093/dnares/1.1.47
- Charlton ME, Williams AS, Fogliano M;  et al. (1997). «The isolation and characterization of a novel G protein-coupled receptor regulated by immunologic challenge.». Brain Res. 764 (1-2): 141–8. PMID 9295203. doi:10.1016/S0006-8993(97)00438-1
- Joensuu T, Hämäläinen R, Lehesjoki AE;  et al. (2000). «A sequence-ready map of the Usher syndrome type III critical region on chromosome 3q.». Genomics. 63 (3): 409–16. PMID 10704288. doi:10.1006/geno.1999.6096
- Chambers JK, Macdonald LE, Sarau HM;  et al. (2000). «A G protein-coupled receptor for UDP-glucose.». J. Biol. Chem. 275 (15): 10767–71. PMID 10753868. doi:10.1074/jbc.275.15.10767
- Wittenberger T, Schaller HC, Hellebrand S (2001). «An expressed sequence tag (EST) data mining strategy succeeding in the discovery of new G-protein coupled receptors.». J. Mol. Biol. 307 (3): 799–813. PMID 11273702. doi:10.1006/jmbi.2001.4520
- Joensuu T, Hämäläinen R, Yuan B;  et al. (2001). «Mutations in a novel gene with transmembrane domains underlie Usher syndrome type 3.». Am. J. Hum. Genet. 69 (4): 673–84. PMID 11524702. doi:10.1086/323610
- Strausberg RL, Feingold EA, Grouse LH;  et al. (2003). «Generation and initial analysis of more than 15,000 full-length human and mouse cDNA sequences.». Proc. Natl. Acad. Sci. U.S.A. 99 (26): 16899–903. PMID 12477932. doi:10.1073/pnas.242603899
- Lazarowski ER, Shea DA, Boucher RC, Harden TK (2003). «Release of cellular UDP-glucose as a potential extracellular signaling molecule.». Mol. Pharmacol. 63 (5): 1190–7. PMID 12695547. doi:10.1124/mol.63.5.1190
- Lee BC, Cheng T, Adams GB;  et al. (2003). «P2Y-like receptor, GPR105 (P2Y14), identifies and mediates chemotaxis of bone-marrow hematopoietic stem cells.». Genes Dev. 17 (13): 1592–604. PMID 12842911. doi:10.1101/gad.1071503
- Skelton L, Cooper M, Murphy M, Platt A (2003). «Human immature monocyte-derived dendritic cells express the G protein-coupled receptor GPR105 (KIAA0001, P2Y14) and increase intracellular calcium in response to its agonist, uridine diphosphoglucose.». J. Immunol. 171 (4): 1941–9. PMID 12902497
- Moore DJ, Murdock PR, Watson JM;  et al. (2004). «GPR105, a novel Gi/o-coupled UDP-glucose receptor expressed on brain glia and peripheral immune cells, is regulated by immunologic challenge: possible role in neuroimmune function.». Brain Res. Mol. Brain Res. 118 (1-2): 10–23. PMID 14559350. doi:10.1016/S0169-328X(03)00330-9